# In My Heart
In My Heart è una canzone composta dal musicista di musica elettronica Moby estratta come quarto singolo dell'album 18 del 2002. Venne poi remixata anche nella compilation Go – The Very Best of Moby: Remixed. Il singolo fu pubblicato solo in Francia a differenza degli altri singoli estratti dall'album. Le parole di In My Heart derivano da un inno gospel americano chiamato Lord, I Want to Be a Christian.
Il singolo venne utilizzato nelle pubblicità della Nokia Nseries. Il pezzo iniziale del brano è presente anche all'inizio del trailer del film La ricerca della felicità.

## Lista delle tracce
French CD single 1
1. "In My Heart" - 4:33

French CD single 2
1. "In My Heart" - 4:33
2. "And I Know" - 4:44

## Posizioni nelle classifiche
| Classifica (2002)    | Posizione |
| -------------------- | --------- |
| French Singles Chart | 76        |